# Coccocypselum herbaceum
Coccocypselum herbaceum är en måreväxtart som beskrevs av Patrick Browne och Jean Baptiste Christophe Fusée Aublet. Coccocypselum herbaceum ingår i släktet Coccocypselum och familjen måreväxter. Inga underarter finns listade i Catalogue of Life.